# Рообе
Ро́обе (ест. Roobe küla) — село в Естонії, у волості Тирва повіту Валґамаа.

## Населення
Чисельність населення на 31 грудня 2011 року становила 70 осіб.

## Географія
Село розташоване в південно-східному передмісті Тирва.
Через населений пункт проходить автошлях 6 (Валґа — Уулу).

## Історія
До 21 жовтня 2017 року село входило до складу волості Гелме.